# Euxesta notata

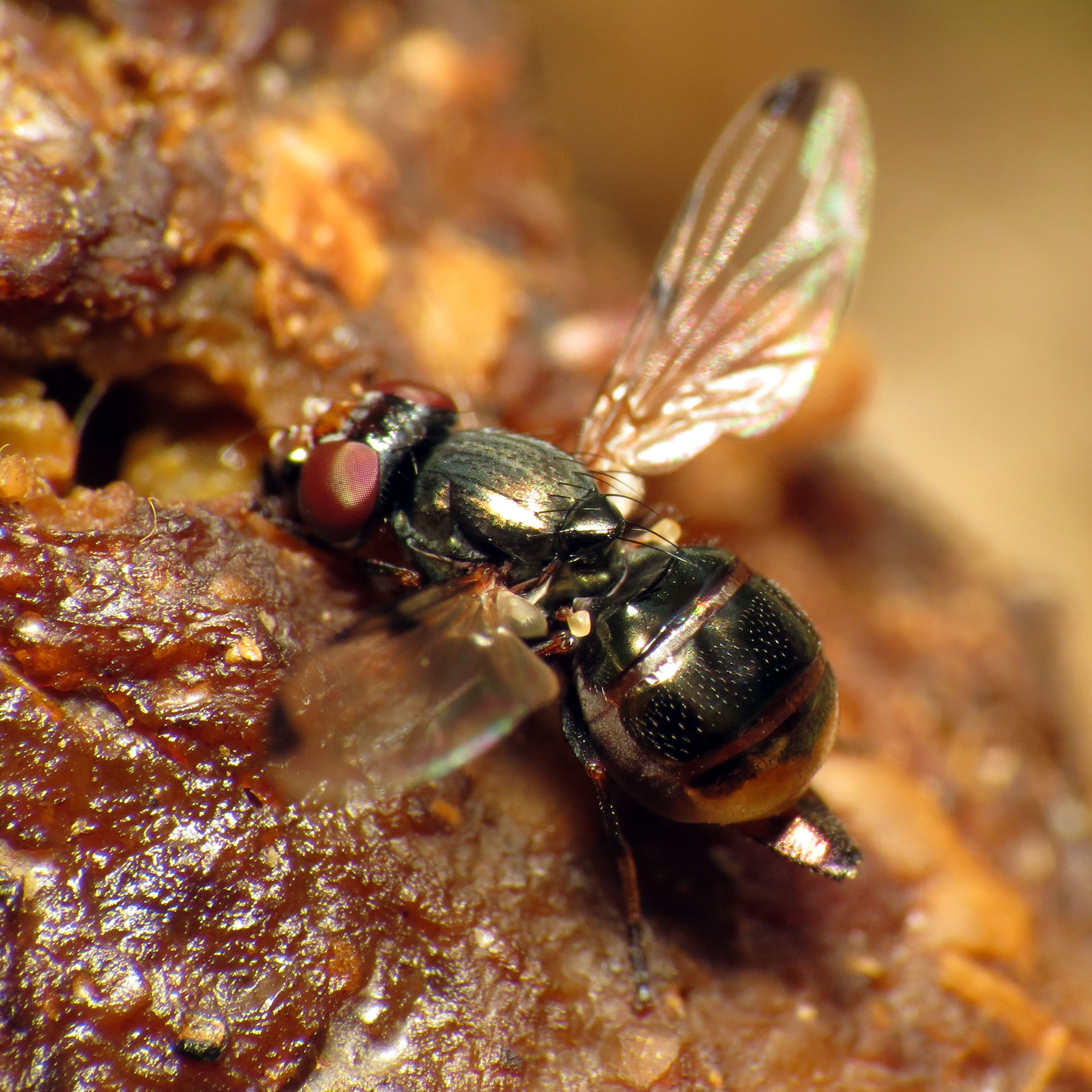
Weibchen

Euxesta notata ist eine Art aus der Familie der Schmuckfliegen (Ulidiidae).

## Merkmale
Die Fliegen erreichen eine Körperlänge von 3 bis 4 Millimetern. Der untere Bereich der Frons ist rötlich gefärbt. Die transparenten Flügel besitzen zwei schwarze Flecke. Der apikale Fleck erreicht die Flügelspitze und kreuzt die Flügeladern R4+5. Der basale Fleck beginnt am vorderen Flügelrand vor der Spitze von Sc und reicht bis R2+3. Das Mesonotum ist dunkel gefärbt, das Scutellum ist schwarz. Der Hinterleib ist bei den Männchen vollständig dunkel gefärbt, während die Weibchen ein auffälliges gelbes Hinterleibsende aufweisen. Die Femora sind schwarz. Im Gegensatz zu einigen anderen Arten der Gattung Euxesta fehlt bei E. notata ein schwarzer Fleck am Kopf zwischen den Fühlern.

## Verbreitung
Euxesta notata kommt in der Nearktis und Paläarktis vor. Die Art ist in Nordamerika heimisch und weit verbreitet. Ihr Vorkommen reicht dort von Kanada über die USA bis nach Mexiko. Nach Europa wurde die Art eingeschleppt und ist dort mittlerweile weit verbreitet.

## Lebensweise
Die Maden entwickeln sich u. a. an Wurzeln von Zwiebeln, Kohl und anderem Gemüse.  Die Imagines saugen an Hundekot und ähnlichem.